# (3740) Menge
(3740) Menge (1981 EM) – planetoida z pasa głównego asteroid okrążająca Słońce w ciągu 3,87 lat w średniej odległości 2,46 j.a. Odkrył ją Henri Debehogne 1 marca 1981 roku.